# Anthurium stipitatum
Anthurium stipitatum är en kallaväxtart som beskrevs av George Bentham. Anthurium stipitatum ingår i släktet Anthurium och familjen kallaväxter. Inga underarter finns listade.